# Francmaçoneria Prince Hall
La Francmaçoneria Prince Hall (en anglès: Prince Hall Freemasonry) és una branca de la francmaçoneria estatunidenca, aquesta obediència maçònica va ser fundada pel ciutadà de raça negra Prince Hall, en el segle xviii, i està formada predominantment per afroamericans estatunidencs.
Abans de la Guerra d'Independència dels Estats Units, en Prince Hall i 14 ciutadans afroamericans lliures, van demanar ser admesos en la lògia maçònica St. John's de Boston, però van ser rebutjats, a causa del racisme.
Tanmateix, la fraternitat maçònica era una força atractiva pels afroamericans lliures com en Prince Hall, perquè la francmaçoneria està fundada sobre uns ideals de: Llibertat, igualtat, fraternitat.

## Història

### Gran Lògia d'Irlanda
Després d'haver estat rebutjats per la maçoneria colonial, Hall i els altres 14 van buscar i van ser iniciats en la francmaçoneria, a través de la Lògia No. 441 de la Gran Lògia d'Irlanda el 6 de març de 1775. Inicialment, la lògia Prince Hall es va unir al primer regiment militar de Staffordshire en l'any 1782, aquesta unitat formava part de les forces britàniques d'ocupació estacionades a Boston.
En l'any 1787 Hall i altres negres alliberats van fundar la lògia afroamericana no. 1 (que després seria anomenada African Lodge no. 459) i ell mateix va ser nomenat Gran Mestre. Altres afroamericans van incloure a Cyrus Johnston, Bueston Slinger, Prince Rees, John Canton, Peter Freeman, Benjamin Tiler, Duff Ruform, Thomas Santerson, Prince Rayden, Cato Speain, Boston Smith, Peter Best, Forten Horward i Richard Titley. Aparentment eren negres lliures per naixement.
Quan els negres desitjaven convertir-se en maçons en la nova nació, els membres blancs de la Lògia havien de votar per unanimitat per acceptar un candidat per rebre els graus maçònics. Si una persona blanca votava en contra del candidat, aquesta persona era rebutjada. En una carta del General Albert Pike al seu germà en 1875, el general va dir: "No estic inclinat a donar-hi suport, vaig prendre les meves obligacions amb els blancs, no amb els negres, quan hagi d'acceptar als negres com als meus germans, deixaré la maçoneria." 
Les grans lògies maçòniques generalment excloïen els ciutadans afroamericans. Com les votacions eren anònimes, resultava impossible identificar el membre que havia votat en contra d'acceptar un nou membre negre. L'efecte va ser que els homes negres que s'havien fet legítimament maçons en jurisdiccions integrades podien ser rebutjats. La segregació racial va existir fins als anys 60 del segle xx i encara persisteix en algunes jurisdiccions. Per tant, els maçons negres tenien un poder limitat. Quan les lògies militars van deixar l'àrea, se'ls va donar l'autoritat per reunir-se com una lògia, prendre part en la processó maçònica el dia de Sant Joan, i enterrar els seus morts amb ritus maçònics, però no podien conferir graus maçònics o realitzar altres funcions essencials d'una lògia maçònica totalment operativa.